# 輪入道

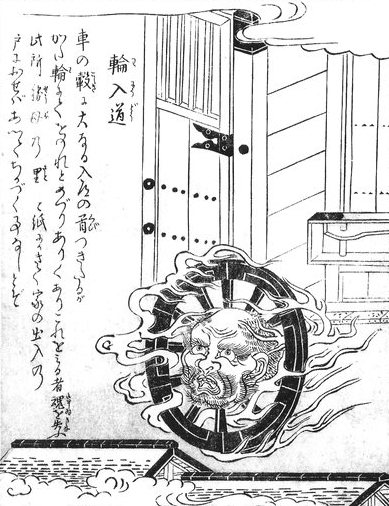
鳥山石燕『今昔画図続百鬼』より「輪入道」

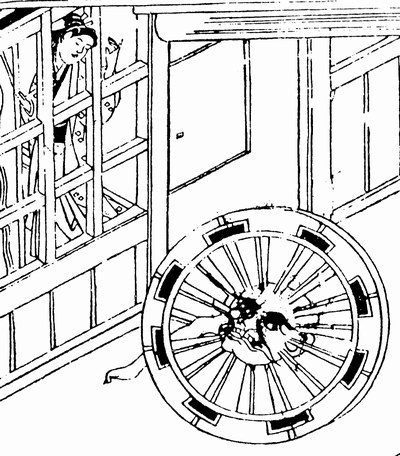
著者不詳『諸国百物語』より「京東洞院かたわ車の事」

水木しげるロードに設置されている「輪入道」のブロンズ像。

輪入道（わにゅうどう）は、鳥山石燕の妖怪画集『今昔画図続百鬼』に描かれている日本の妖怪。

## 概要
鳥山石燕は、炎に包まれた牛車の車輪の中央に男性の顔が付いた姿を描いており、解説文には以下のように述べられている。
輪入道は自分の姿を見た者の魂を抜いていき、「此所勝母の里」と書いた紙を呪符として家の戸に貼ると、輪入道が近づくことができないという意味である。「此所勝母の里」とは、中国の儒家の始祖・孔子の門人である曾子が「母に勝つ」の名を嫌って勝母の里に足を踏み入れなかったという『史記』「鄒陽列伝」での逸話が由来とされている。

## 片輪車との同一性
石燕の輪入道は、その形状や内容から1677年（延宝5年）刊行の『諸国百物語』に記されている京都の東洞院通に現れた車輪の妖怪「かたわ車」（片輪車）（巻一「京東洞院かたわ車の事」）から取材され描かれたものであり、『今昔画図続百鬼』で別々の妖怪として描かれている「片輪車」と「輪入道」は同一の説話を素材として別々に描かれた作品であると考えられている。『諸国百物語』での挿絵には車輪の中央に顔がついた形の片輪車が描かれている。輪入道は男性、片輪車は女性として描かれており、現在もそのように解釈されているが、片輪車の姿が女性として描かれ始めたのは1743年（寛保3年）刊行の『諸国里人談』からである。石燕以前の版本の挿絵において既に描写の違い（車輪に人面がついているか・車輪に乗った女性か）が存在し、本来は全く同じ説話であった「片輪車」が、片輪車と輪入道という2つの妖怪へと分岐していったのではないかとされる。